# Бур-де-Пеаж
Бур-де-Пеа́ж (фр. Bourg-de-Péage) — коммуна во Франции, в регионе Овернь-Рона-Альпы, департамент Дром. Население — 10 101 человек (2011).
Коммуна расположена на расстоянии около 480 км к юго-востоку от Парижа, 85 км к югу от Лиона и 18 км к северо-востоку от Валанса.

## Города-побратимы
- Вербания, Италия (с 1961)[9]